# Werner Koenig
Werner Koenig (* 20. April 1963; † 12. November 2000 in Verbier) war ein deutscher Filmproduzent und Vorstandsvorsitzender der Helkon Media AG.

## Leben
Werner Koenig begann seine Karriere 1983 als freier Mitarbeiter für verschiedene deutsche Fernseh- und Werbeproduktionen. Nach drei Jahren arbeitete er als leitender Produzent und gründete 1986 zusammen mit seinem Partner Marcus O. Rosenmüller seine erste Produktionsfirma „Koenig - Rosenmüller“. Dieser ist nicht zu verwechseln mit dem Haushamer Heimatfilm Regisseur Marcus H. Rosenmüller.
„Koenig - Rosenmüller“ produzierte unter anderem Werbespots und Fernsehspecials und stellte über 100 Musikvideos her. 1989 wurde die Firma in MME Me, Myself & Eye Entertainment umbenannt.   
1991 gründete Werner Koenig zusammen mit seinem Partner Martin Heldmann die Helkon Media GmbH. Am 7. Oktober 1999 ging die Firma, an der er zusammen mit Heldmann Großaktionär war, an die Börse. 
Ihre erste Eigenproduktion, der Kinofilm 14 Tage lebenslänglich, wurde unter anderem mit dem Deutschen Filmpreis ausgezeichnet. 
Der Film Nichts als die Wahrheit, der als Thema ein fiktives Gerichtsverfahren gegen Josef Mengele aufgriff, bekam ebenfalls mehrere nationale und internationale Preise. 
In seiner sportlichen Karriere war er Mitglied der deutschen Junioren-Skinationalmannschaft sowie Mitglied der deutschen Segelnationalmannschaft im Olympiakader. Neben seiner filmischen Laufbahn graduierte Werner Koenig als Jurist an der Ludwig-Maximilians-Universität München.
Im November 2000 verunglückte er tödlich bei einer Drehortbesichtigung in den Bergen von Verbier. Er geriet bei der Ski-Abfahrt in eine Lawine. 
Bereits 1993 war er beim Skifahren in eine Lawine geraten, damals überlebte er knapp. 

## Film
2007 drehte Regisseur Klaus Stern den Dokumentarfilm Lawine – Leben und Sterben des Werner Koenig über Koenigs Leben.